# Challenge Sprint Pro
El Challenge Sprint Pro és una prova ciclista d'exhibició que se celebra a la Ciutat de Quebec abans del Gran Premi Ciclista del Quebec i el Gran Premi Ciclista de Mont-real, al mes de setembre. La primera edició es va celebrar el 8 de setembre de 2011, un any després de la creació de les dues clàssiques canadenques.
En aquesta nova forma de competició sempre hi ha únicament tres o quatre ciclistes corrent alhora. A una distància d'un quilòmetre, els corredors decideixen a l'esprint quins dos passen a la següent ronda. Després de tres rondes, els millors 4 corredors de les eliminatòries prèvies arriben a la final. A cada equip que participa en les competicions UCI WorldTour del Quebec i Mont-real se'ls permet participar amb un corredor. A més, l'organització convida alguns equips de categoria Professional Continental i a dos o tres corredors canadencs (depenent del nombre d'equips convidats) que en la primera edició es van classificar en una prova paral·lela al principi del dia i en la segona van ser escollits sense cap classificació prèvia.

## Palmarès
| Any  | Vencedor       | Segon              | Tercer              | Quart            |
| ---- | -------------- | ------------------ | ------------------- | ---------------- |
| 2011 | Michael Mørkøv | Enrique Sanz       | Simon Clarke        | Robert Hunter    |
| 2012 | Zachary Bell   | Rémi Pelletier-Roy | Matthew Harley Goss | Michael Matthews |
| 2013 | Bryan Coquard  | Giacomo Nizzolo    | Moreno Hofland      | Aleksei Lutsenko |
| 2014 | Cody Canning   | Bryan Coquard      | Steele Von Hoff     | Eliott Doyle     |

## Palmarès per països
| País      | Victòries |
| --------- | --------- |
| Canadà    | 2         |
| Dinamarca | 1         |
| França    | 1         |